# Pseudozaphanera papyrocarpae
Pseudozaphanera papyrocarpae is een halfvleugelig insect uit de familie witte vliegen (Aleyrodidae), onderfamilie Aleyrodinae.
De wetenschappelijke naam van deze soort is voor het eerst geldig gepubliceerd door Martin in Bailey, Martin, Noyes & Austin in 2001.